# 華人馬來文學
華人馬來文學是生活在馬來群島（Nusantara）（特別是馬來西亞）的海外華人所創作的文學種類。這類以族裔為本位的文學，附屬於華人文學或華裔文學名目下，一般以多種語言寫成，包含馬來語、印尼語、英語、多種漢語變體如官話和福建話等以及克里奧語或以上語言的混合語等。華人馬來文學或稱華裔馬來文學就是華人文學的其中一個組成部分。